# Akuetteh Armah
Akuetteh Armah (27 gennaio 1946) è un ex calciatore ghanese.

## Carriera
Partecipò alle Olimpiadi del 1972.